# Walter Pidgeon
Walter Davis Pidgeon (Saint John, Nuevo Brunswick, 23 de septiembre de 1897-Santa Mónica, 25 de septiembre de 1984) fue un actor canadiense que vivió la mayor parte de su vida en Estados Unidos, y que finalmente se nacionalizó como ciudadano de esa nación.

## Inicios
Nacido cerca de Saint John, Nuevo Brunswick (Canadá), se educó en escuelas públicas locales y en la Universidad de Nuevo Brunswick, donde estudió leyes y teatro. Sus estudios se interrumpieron por la Primera Guerra Mundial y su alistamiento en la 65th Battery of the Canadian Field Artillery. Nunca llegó a combatir, pues fue seriamente herido al ser aplastado por dos cureñas, permaneciendo hospitalizado 17 meses. Tras la guerra se trasladó a Boston, donde trabajó como corredor bancario. Sus ingresos financiaron sus estudios de declamación en el New England Conservatory of Music. Fue un barítono de educación clásica.

## Carrera
Descontento con la banca, se trasladó a Nueva York, presentándose como actor en la oficina de E. E. Clive. Tras trabajar en el teatro unos pocos años, debutó en Broadway en 1925. 
Pidgeon hizo varias películas mudas en los años veinte. Se convirtió en una gran estrella con la llegada del cine sonoro gracias a su facilidad para el canto. Trabajó en varias musicales con el inicial Technicolor, tales como The Bride of the Regiment (La novia del regimiento) (1930), Sweet Kitty Bellairs (La dulce Ketty) (1930), Kiss Me Again (Bésame otra vez) (1930) y Viennese Nights (Noches en Viena) (1930). Quedó rápidamente encasillado en los musicales, por lo que, cuando a finales de los años treinta el público empezó a cansarse de ellos, su carrera empezó a vacilar. Pocos después Pidgeon hizo papeles secundarios en películas como Saratoga y The Girl of the Golden West (Ciudad de oro). 
No recuperó su popularidad hasta que protagonizó ¡Qué verde era mi valle!. Trabajó frente a Greer Garson en Blossoms in the Dust (De corazón a corazón), La señora Miniver (por la cual fue nominado al Oscar al mejor actor) y su secuela, The Miniver Story. Fue otra vez nominado en 1944 por Madame Curie, de nuevo junto a Garson. 
Aunque continuó trabajando en el cine, en películas como Week-End at the Waldorf (Fin de semana) y El planeta prohibido, basada en La Tempestad de William Shakespeare, Pidgeon volvió al teatro de Broadway a mediados de los años cincuenta, tras una ausencia de veinte años, siendo elegido para representar el musical Take Me Along, junto a Jackie Gleason. Siguió haciendo cine, interpretando al Almirante Harriman Nelson en el film de 1961 Viaje al fondo del mar, y en 1962, en la producción de Walt Disney Big Red (El campeón) y en el título de Otto Preminger Advise and Consent ((Tempestad sobre Washington). Fue bien recibido su papel como Florenz Ziegfeld en Funny Girl (1965). También fue Casey, el compinche de James Coburn en Harry in Your Pocket (Harry, dedos largos) (1973). Pidgeon también participó en diversos programas televisivos, incluyendo Perry Mason, The FBI, y Marcus Welby, M.D.. Se retiró totalmente en 1973.
Pidgeon participó en el Sindicato de Actores Estadounidenses, siendo su presidente desde 1952 a 1957. Como tal, intentó paralizar la producción de la película Salt of the Earth, la cual fue realizada por un equipo incluido en la lista negra durante el macarthismo.
Pidgeon tiene una estrella en el paseo de la fama de Hollywood, en el 6414 de Hollywood Blvd.

## Vida personal
Pidgeon tuvo dos matrimonios. En 1919, se casó con Edna Muriel Pickles, quien falleció en 1921 al nacer su hija, Edna Pidgeon Atkins. En 1931 se casó con su secretaria, Ruth Walker, con la que permaneció unido hasta su muerte, a causa de un accidente cerebrovascular en Santa Mónica (California), en 1984. No tuvieron hijos. Según sus deseos, su cuerpo fue donado a la Escuela de Medicina de la Universidad de California, Los Ángeles, para ser usado en investigación médica.

## Filmografía seleccionada
- Dark Command (Mando siniestro)  (1940).
- ¡Qué verde era mi valle! (1941).
- La señora Miniver (1942).
- Madame Curie (1943).
- Mrs. Parkington (La señora Parkington, 1944).
- The Secret Heart (Desconfianza) (1946).
- Command Decision (Sublime decisión) (1948).
- The Miniver Story (La historia de los Miniver) (1950).
- Quo Vadis? (1951). No acreditado
- Million Dollar Mermaid (La primera sirena) (1952).
- The Bad and the Beautiful (Cautivos del mal) (1952).
- Dream Wife (La mujer soñada) (1953).
- La torre de los ambiciosos (Executive Suite) de Robert Wise (1954)
- La última vez que vi París (1954).
- Planeta prohibido (1956).
- Voyage to the Bottom of the Sea (Viaje al fondo del mar) (1961).
- Advise and Consent (Tempestad sobre Washington, 1962).
- ¡Alarma vuelo 502 secuestrado!(1972)

## Premios y distinciones
Premios Óscar
| Año  | Categoría   | Película          | Resultado |
| ---- | ----------- | ----------------- | --------- |
| 1943 | Mejor actor | La señora Miniver | Nominado  |
| 1944 | Mejor actor | Madame Curie      | Nominado  |